# Luana (Iowa)
Luana est une ville du comté de Clayton, en Iowa, aux États-Unis. Elle est incorporée le 29 mai 1911.

## Source de la traduction
- (en) Cet article est partiellement ou en totalité issu de l’article de Wikipédia en anglais intitulé « Luana, Iowa » (voir la liste des auteurs).